# Mazda MX-5 Speedster
La Mazda MX-5 Speedster est un concept car du constructeur automobile japonais Mazda, présenté au SEMA Show de Las Vegas en 2015.
Il s'agit d'une des deux variantes présentées simultanément cette année-là par Mazda à l'occasion du salon Américain de la personnalisation automobile, l'autre variante étant la Mazda MX-5 Spyder.
Ces deux modèles se basent sur le cabriolet Mazda MX-5 Miata ND de quatrième génération, elles adoptent le langage stylistique Kodo de Mazda, « l'âme du mouvement ».
La MX-5 Speedster est présentée en Bleu Ether, elle abandonne le pare-brise du cabriolet conventionnel mais adopte un élément de carrosserie profilé derrière les sièges ainsi que des arceaux spécifiques.